# TV쇼 진품명품
《TV쇼 진품명품》(TV쇼 珍品名品)은 KBS 1TV에서 매주 일요일 오전 11시 10분부터 낮 12시까지 방송되는 골동품 감정 프로그램이다.

## 기획 의도
일반인들이 가지고 있는 골동품 등 진기한 소장품에 대해 소개하는 시사교양 프로그램이다.

## 역사
1995년 3월 5일에 첫방송을 시작했으며, 원래는 KBS 2TV에서 방송됐으나, 2000년 7월 30일부터 KBS 1TV로 채널을 이관하여 방송한다.

## 역대 방송시간
| 방송 채널 | 방송 기간                          | 방송 시간                              |
| --------- | ---------------------------------- | -------------------------------------- |
| KBS 2TV   | 1995년 3월 5일 ~ 1999년 1월 3일    | 매주 일요일 오후 5시 ~ 5시 55분        |
| KBS 2TV   | 1999년 1월 10일 ~ 1999년 10월 17일 | 매주 일요일 오후 5시 ~ 5시 50분        |
| KBS 2TV   | 1999년 10월 24일 ~ 2000년 5월 7일  | 매주 일요일 오후 4시 50분 ~ 5시 35분   |
| KBS 2TV   | 2000년 5월 13일 ~ 2000년 7월 22일  | 매주 토요일 오전 11시 40분 ~ 12시 30분 |
| KBS 1TV   | 2000년 7월 30일 ~ 2001년 4월 29일  | 매주 일요일 오후 1시 10분 ~ 2시        |
| KBS 1TV   | 2001년 5월 6일 ~ 2023년 6월 4일    | 매주 일요일 오전 11시 ~ 12시           |
| KBS 1TV   | 2023년 6월 11일 ~ 2024년 8월 25일  | 매주 일요일 오전 10시 10분 ~ 11시      |
| KBS 1TV   | 2024년 9월 1일 ~ 현재              | 매주 일요일 오전 11시 10분 ~ 12시      |

## 역대 MC
| 1대 | 임성훈       | 1995년 3월 5일 ~ 1995년 4월 30일   |        |
| 2대 | 왕종근       | 1995년 5월 7일 ~ 1999년 10월 17일  |        |
| 3대 | (故)이창호   | 1999년 10월 24일 ~ 2005년 1월 23일 |        |
| 4대 | 윤인구(24기) | 2009년 5월 3일 ~ 2013년 11월 3일   |        |
| 5대 | 김동우(14기) | 2013년 11월 10일 ~ 2014년 8월 10일 | [ 6 ]  |
| 6대 | 이재홍(25기) | 2014년 8월 17일 ~ 2018년 12월 30일 | [ 8 ]  |
| 7대 | 강승화       | 2019년 1월 6일 ~ 2025년 8월 17일   | [ 10 ] |
| 8대 | 김홍성       | 2025년 8월 24일 ~ 현재             |        |

## 쇼감정단 및 의뢰인
- 연예인 또는 유명인 3명이 함께 의뢰품의 용도를 추정하면서 예상 감정가격을 쓰고 최종 감정가격과 근접한 도전자에게 장원(우승자)장원할 경우 인형이 주어진다.
- 이때 오차 없이 정확히 맞힌 사람에게는 인형 두 개가 주어진다.
- 의뢰인의 의뢰품에 감정된 3명은 의뢰인 추정가를 쓰고 최종 감정가격과 근접한 의뢰인에게 최종 장원(우승자)인 의뢰인이 장구가 주어진다.

## 역대 감정품 최고가
1억 이상이 나온 감정품을 연도별로 나열하였으며, 굵은 글씨는 10억 이상과 감정가를 매길 수는 없지만 나름 가치가 있는 유물로 나온 감정품이다.
| 연도   | 방송 날짜 | 감정품                                                          | 가격 (억원) | 비고 |
| ------ | --------- | --------------------------------------------------------------- | ----------- | --- |
| 1996년 | 1월 7일   | 지송 류순정 영정                                                | 1.2         | 원본은 아니고 중모본이지만, 원본 그대로 묘사를 잘 했다고 한다. 방송 이후에 서울특별시의 유형문화재로 지정되어 현재 서울역사박물관에 소장. |
| 1997년 | 12월 7일  | 자학 영정                                                       | 1           | 진위 논란 |
| 1998년 | 10월 18일 | 김재로 영정                                                     | 2.5         | |
| 1999년 | 2월 14일  | 백자투각용문연적                                                | 5           | |
| 2001년 | 11월 11일 | 청화백자죽분필통                                                | 1           | |
| 2002년 | 1월 6일   | 한국 최초 우표                                                  | 1           | |
| 2002년 | 1월 13일  | 퇴계 이황의 계몽도서절묘                                        | 1           | |
| 2003년 | 5월 25일  | 진하계병                                                        | 5           | |
| 2003년 | 8월 17일  | 강윤제휴대용앙부일구 (姜潤製携帶用仰釜日晷, 해시계)             | 3           | |
| 2003년 | 9월 14일  | 헌종가례 진하계병(陣賀契屛)                                     | 5.5         | 방송 이후, 보물 733-2호로 지정, 현재 경기도박물관 소장. |
| 2003년 | 9월 28일  | 청자상감동채운학문매병(도자기)                                  | 7           | |
| 2004년 | 4월 11일  | 선무공신 권협 영정 2점.                                         | 9           | 현재 국립민속박물관 소장. |
| 2004년 | 6월 27일  | 청자상감모란문 장구                                             | 12          | 이후 해당 의뢰품을 본뜬 청자 장구를 최종 우승 상품으로 사용 |
| 2005년 | 5월 29일  | 청자역상감 당초문 표형주전자                                    | 2           | |
| 2005년 | 8월 7일   | 분청자항아리                                                    | 2           | |
| 2005년 | 9월 25일  | 우암 발, 신사임당 <초충도>                                      | 1.35        | |
| 2005년 | 10월 9일  | 가응도                                                          | 5           | |
| 2006년 | 1월 15일  | 서첩                                                            | 7           | |
| 2006년 | 3월 12일  | 오명항(吳命恒)의 초상화                                         | 2           | 방송 이후에 같이 의뢰하였던 양무공신교서와 함께 보물 1177호로 지정, 현재 경기도박물관 소장. |
| 2006년 | 4월 2일   | 하피첩                                                          | 1           | 진위 논란 |
| 2008년 | 7월 13일  | 금란계회도(金蘭契會圖)                                          | 5           | |
| 2008년 | 8월 10일  | 명성황후 글씨                                                   | 1           | |
| 2008년 | 9월 21일  | 백자 4점                                                        | 2           | |
| 2008년 | 9월 28일  | 교지                                                            | 1           | |
| 2009년 | 1월 11일  | 분청사기어문편병                                                | 1           | |
| 2009년 | 3월 15일  | 추사 김정희의 그림 - 불기심란(不欺心蘭)                         | 10          | |
| 2009년 | 8월 23일  | 만인산(萬人傘)                                                  | 1.5         | |
| 2009년 | 8월 23일  | 청화백자 교로(轎爐)                                             | 2           | |
| 2009년 | 12월 20일 | 안중근 의사의 글씨 - 경천(敬天)                                 | 6           | 처음 나왔을 당시 감정위원이 "전시회 보험가액으로 책정한 것"이며 "감히 평가해 돈으로 가치를 판단할 수 있는 것이 아니다"라면서 0원이라고 했었다. |
| 2010년 | 4월 4일   | 청화백자                                                        | 6           | |
| 2011년 | 1월 23일  | 청화백자 주병                                                   | 3           | |
| 2011년 | 2월 6일   | 김득신 <풍속화>                                                 | 1.5         | |
| 2011년 | 2월 6일   | 백자 필통                                                       | 5           | |
| 2011년 | 3월 6일   | 경직도 자수 병풍                                                | 1.2         | |
| 2011년 | 7월 24일  | 담양 전씨 보령공파 전일상 영정                                  | 3           | 전일상 영정과 한유도를 포함해서 충청남도 유형문화재 127호로 지정. 방송에는 나오지 않았지만, 전일상의 형인 전운상의 영정도 6억원을 감정받았음. |
| 2011년 | 7월 24일  | 석천한유도                                                      | 15          | 전일상 영정과 한유도를 포함해서 충청남도 유형문화재 127호로 지정. 방송에는 나오지 않았지만, 전일상의 형인 전운상의 영정도 6억원을 감정받았음. |
| 2011년 | 11월 20일 | 호렵도(胡獵圖) 8폭 민화 병풍                                    | 1.2         | |
| 2012년 | 1월 8일   | 백자항아리                                                      | 1.2         | |
| 2012년 | 2월 26일  | 평양성도                                                        | 1.5         | |
| 2012년 | 5월 27일  | 백자무릎연적                                                    | 3           | |
| 2012년 | 11월 18일 | 삼국지통속연의 제8권                                            | 3           | |
| 2012년 | 10월 21일 | 화산관 이명기의 그림 서씨열녀 포죽도                            | 10          | |
| 2013년 | 1월 27일  | 청자 양각 연판문 죽순형 주전자                                  | 2.5         | |
| 2013년 | 2월 3일   | 매월당 김시습 자화상 중모본                                     | 3           | |
| 2013년 | 3월 17일  | 전가진완                                                        | 1           | |
| 2013년 | 3월 24일  | 근역서휘별집                                                    | 1           | |
| 2014년 | 5월 25일  | 조선경국전 초간본                                               | 10          | 정도전 특집. 방송 이후에 보물 1924호로 지정, 현재 수원 화성 박물관 소장. |
| 2014년 | 7월 20일  | 좌명공신녹권                                                    | 3           | |
| 2014년 | 9월 7일   | 청화백자 매송문 유병                                            | 5.5         | |
| 2014년 | 9월 28일  | 만해수연첩(萬海壽宴帖)                                          | 2           | 한용운의 글씨가 1억, 15인의 글씨와 이야기 부분은 각각 5천만원 |
| 2014년 | 10월 12일 | 어정제권(御定諸圈)                                              | 5.5         | |
| 2015년 | 2월 1일   | 석북 신관수 <관서악부(關西樂府)>                                | 2           | |
| 2015년 | 3월 22일  | 후재 김간 영정                                                  | 1.65        | 영정 1억 5천만, 영정함 1,500만원 |
| 2015년 | 4월 26일  | 상주의용소방대 소방차                                           | 1.5         | 등록문화재 399호로 지정 |
| 2015년 | 5월 24일  | 대동여지도 채색본                                               | 25          | 역대 최고 감정가(1,000회 특집)이자 2020년 10월 현재 최고 감정가 |
| 2015년 | 9월 13일  | 낙서 장만 영정                                                  | 12          | |
| 2016년 | 1월 31일  | 백자 달항아리                                                   | 1           | |
| 2016년 | 4월 10일  | 이창운 초상 2점 (군복본,단령본)                                 | 8           | 의뢰인의 10대조 할아버지. 군복본 5억, 단령본 3억 |
| 2016년 | 6월 5일   | <양송당 김시(養松堂 金禔)의 그림> 2점 (우중목우도 / 목마오수도) | 3           | |
| 2016년 | 9월 11일  | 청화백자 모란문 합                                              | 1           | |
| 2016년 | 12월 18일 | 고산 황기로 서첩                                                | 1           | |
| 2016년 | 12월 25일 | 흑백 상감청자 표형병                                            | 1           | |
| 2017년 | 1월 15일  | 한석봉 서첩                                                     | 1           | |
| 2017년 | 2월 5일   | 청자 역상감 보상화문 매병                                       | 5           | |
| 2017년 | 3월 19일  | 고려청자 게 모양 연적                                           | 2           | |
| 2017년 | 3월 19일  | 김소월 진달래꽃 초간본                                          | 3           | 등록문화재 470호로 지정 |
| 2017년 | 4월 16일  | 추포 황신 초상                                                  | 6           | |
| 2017년 | 6월 18일  | 사인참사검                                                      | 3           | 고종이 언더우드 박사에게 선물로 준 물건으로, 2016년 증손자가 연세대학교에 기증한 유물. |
| 2018년 | 6월 3일   | 8폭 지도 병풍                                                   | 2           | |
| 2018년 | 6월 17일  | 관동와주 판본                                                   | 3           | |
| 2018년 | 8월 12일  | 정전협정 제2권 지도                                             | 1           | |
| 2018년 | 8월 19일  | 경기도 약장                                                     | 2           | 민속가구 중에서 역대 최고가 |
| 2019년 | 1월 6일   | 팔도 진산 지도                                                  | 1           | |
| 2019년 | 1월 20일  | 흑백상감용문매병                                                | 1           | |
| 2019년 | 4월 14일  | 광개토대왕비 탁본첩                                             | 3.5         | |
| 2019년 | 8월 11일  | 이규채 회고록                                                   | -           | 경산(庚山) 이규채(李圭彩, 1884~1947)의 자필 연보(회고록)으로 감정위원은 "자신의 목숨을 바쳐 독립운동을 한 기록이라 감정가 추정을 할 수 없다. 이 기록물을 통해 불꽃처럼 살아갔던 독립운동가들의 이야기를 알려주는 역할을 우리가 해야 하기에 0원으로 책정했다."라고 밝혔다. 의뢰한 증손자는 이 유물을 '대한민국 임시정부 기념관'에 기증할 예정. |
| 2019년 | 8월 18일  | 오리형 토기                                                     | 1           | 가야시대(5~6 세기) 추정 |
| 2019년 | 9월 29일  | 청자 음각 연화문 유개 과형 주자                                 | 1.2         | |
| 2019년 | 11월 10일 | 경수도첩                                                        | 4           | 신중엄(申仲淹, 1522~1604)의 80세 장수를 기념한 연회(경수연)를 그린 그림과 시문들을 후에 후손들이 엮은 첩(帖)으로, 1601년 경에 그려진 것으로 추정되는 친필 원본의 연회도 1점(감정가 2억)과 신선도 3점(감정가 5천만원), 축하 시문 36편(감정가 1억 5천만원)으로 구성.                                                                            |
| 2020년 | 1월 12일  | 열쇠패                                                          | 1           | 상류사회 혼수품으로 사용한 것으로 희귀성 있는 별전과 명주를 사용해 가치가 상승한 것으로 추정 |
| 2020년 | 1월 26일  | 청자 상감국화운학문 매병                                        | -           | 국보 68호인 청자상감운학문매병과 비슷한 국보급에 준한 청자이며, 감정위원이 "소장자가 감정가를 책정을 원하지 않는다. 만약 추정 감정가를 매긴다면 역대 최고가 경신이 나올 것."이라고 밝혔다. |
| 2020년 | 2월 23일  | 책가도 8폭 병풍                                                 | 8           | 역대 책가도 중 최고가 |
| 2020년 | 3월 1일   | 청화백자 국화문 주병                                            | 2           | 분원 전성기인 18세기 말~19세기 초에 나온 도자기 |
| 2020년 | 3월 29일  | 신식 방백첩                                                     | 1           | 선조~광해군 시절 문인인 신식(1551~1623)이 강원도관찰사(1610년)로 임명될 때, 허균, 윤근수, 이정구 등 여러 문인들의 전송 글과 시들이 들어가 있는데 특히 허균의 글(감정가 2,000만원)은 감정위원도 보기 힘들 정도로 매우 희귀함. |
| 2020년 | 5월 24일  | 이층장                                                          | 1.2         | |
| 2020년 | 6월 14일  | 계미서(癸未書)                                                  | -           | 1554년에 제작된 조선시대 요리서로 현재 궁중음식연구원 원장인 한복려 씨가 직접 의뢰했다. 현존하는 요리서 중에서 가장 연대가 오래되고 확실한 책인데, 그 가치를 매길 수 없다고 감정위원이 밝혔다. |
| 2020년 | 8월 30일  | 문공주선생감흥시(文公朱先生感興時)                              | 2           | 1429년에 제작된 책으로 당시 조선시대 두 번째 금속활자인 경자자(1420년 제작)로 제작되었으며, 세종대의 문신 변계량의 주자발문도 수록되어 있다. |
| 2020년 | 9월 20일  | 팔도분도첩                                                      | 1           | 1800년~1823년사이에 제작된 것으로 추정되는 지도첩으로 백리척 작도법에 의해 제작된 과학적인 지도로 평가. |
| 2020년 | 10월 25일 | 배계주 선생의 울릉군수 임명장과 울도군 절목                     | -           | 1903년(광무 6년)에 작성된 배계주(1850~1918) 초대 울도군(현 울릉군) 군수의 3대 군수 임명장과 비슷한 시기에 작성된 울도군 절목으로 배계주 선생의 외증손녀가 의뢰하였다. 울릉도와 독도의 역사적 가치를 알 수 있는 유일한 사료로서 그 가치를 매길 수 없다고 감정위원이 밝혔다.                                                                    |
| 2020년 | 11월 8일  | 김상옥의 시조집 '초적(草笛)'                                    | 1           | 1947년에 제작된 것로 추정되는 김상옥 시인(1920~2004)의 시조집으로 우리에게도 익숙한 '봉선화'를 비롯한 많은 시조들이 담겨져 있다. 비슷한 시기에 제작된 인쇄본과 달리 친필로 제작된 유일본이라고 한다. 탄생 100주년인 시인의 민족정서가 담긴 시조집이란 평가가 많다.                                                                            |
| 2020년 | 12월 6일  | 청자화훼문과형매병                                              | 1.5         | 고려청자의 전성기와 비슷한 11~12세기에 제작된 것으로 추정되는데, 왕권을 상징하는 촉수문이 새겨져 매우 귀하다고 한다. 다만, 빛깔과 문양이 선명하지 않은 점이 아쉬운데, 감정위원에 따르면, 만약, 선명할 경우에는 10배 정도 나올 것 같다고 한다.                                                                                                 |
| 2021년 | 1월 17일  | 화각함                                                          | 1           | 약 200여년 전에 제작된 것으로 당시로서는 귀한 소뿔을 이용해 제작 수준이 높은 왕실 공예품으로서 국립중앙박물관과 국립고궁박물관 등 주요 박물관에서만 소장이 될 정도로 희귀성 또한 매우 높은 작품이다. |
| 2021년 | 1월 24일  | 청화백자 항아리                                                 | 1           | 분원 전성기라 할 수 있는 18세기에 제작된 것으로 희소성이 있기는 하지만 감정위원에 따르면, 형태가 온전하면서 그림이 선명했다면 2배 이상의 금액이 나올 수 있었다고 밝혔다. |
| 2022년 | 1월23일   | 북산 김수철 화훼 병풍                                           | 2.5         | 북산 김수철 작품의 다양한 꽃이 그려진 6폭 병풍. 보관 상태가 좋고 원상태 그대로 8폭이 다 있었다면 10억원 이상을 호가할 수 있는 매우 귀한 병풍으로 평가 받는다. |
| 2022년 | 1월30일   | 경기 약장                                                       | 1.5         | 관청이나 사대부가에서 사용했던 것으로 추정. 경기 약장은 희귀성이 높으며 감정가 2억원짜리가 방송된 적도 있다. |
| 2022년 | 4월10일   | 수군조련도(8폭 병풍)                                            | 1.5         | 1800년대 중반 궁중 화원에서 제작 추정. 삼도수군의 해상 훈련 모습을 담은 기록화 |
| 2022년 | 6월19일   | 청자 흑백상감 모란국화문 화분                                   | 3.5         | 희소가치가 매우 높은 고려청자. 12세기 중반~13세기에 제작된 것으로 추정. 흑백상감 및 역상감 기법 사용. |

## 감정위원

### 과거
과거에는 서예, 고서, 도자기, 미술품, 민속품, 우편, 화석, 악기 등 다양한 의뢰품들이 많아서 감정위원들이 많았었다.
- 서예, 고서 감정위원 : 김선원, 전병광, 심충식
- 도자기 감정위원 : 김대하, 손용두, 임상성, 이상문[20]
- 미술품(화랑, 유화, 판화, 만화 등) 감정위원 : 이숙영, 최병식, 조은정(판화), 권영섭(만화), 조희영
- 악기 감정위원 : 손성목(축음기, 음반), 김성상(바이올린), 전인평(피아노 외)
- 편지, 우표 감정위원 : 김일근, 김갑식, 김요치, 진기홍
- 감정위원 : 김순규(금속), 김동섭(화석), 정윤호(시계), 박재광(군사 유물), 이종봉(금속), 허동현(사진), 한창주, 김형식(화폐), 장봉택(수석), 신희철, 정대영, 백부영(금속)

### 현재
2018년을 전후해서 기존 감정위원들의 일부가 하차하고 새로운 감정위원들이 방송과 출장감정을 도맡고 있다. 참고로 방송 초창기에는 5인이 함께 감정하는 장면이 나왔지만 최근에는 아래 감정위원들 중 의뢰품과 연관 있는 감정위원 3~4인이 나서 감정을 하고 있다.
- 서예, 고서 감정위원 : 김영복[21], 김상환
- 미술품 감정위원 : 진동만[22], 고금관
- 도자기 감정위원 : 김준영
- 민속품 감정위원 : 양의숙[23], 김경수[24], 신소윤
- 근대유물 감정위원 : 김영준[25]
- 지도 감정위원 : 이상태

## 제작진
- 책임프로듀서: 이재혁
- 프로듀서: 남진현
- TS-1
  - 기술감독: 신권율
  - 영상감독: 박창묵
  - 음향감독: 박인수
  - 카메라감독: 옥원석/심청용/손병철/김순일/이병욱/권창수
  - 조명감독: 허준/박혜현
  - ENG촬영: 백홍종
  - 타이틀제작: 김종우/임진우
  - 캘리그라피: 김성태
  - 세트디자인: 장희라
  - 세트제작: ㈜케이아트
  - 기술감독: 신희상
  - 세트: 최진호/김상학
  - 작화: 장원배/강혁탁
  - 조립: 박헌규/이덕우/강문형/안형준
  - 전식: 하준근
  - 안전요원: KBS시큐리티
  - 코디: 박미영/박경민
  - 소품: 아름다운세상
  - 영상그래픽: 김성태
  - 종합편집: 조경익
  - NLE: 정승환
  - CG: 김진주
  - 음악감독: 장수년
  - 효과: 김근영
  - 장구: 금모올요
  - 타이틀 음악: 박민준
  - 홍보: 안영희
  - 행정: 강윤혜
  - 조연출: 오승현
  - 작가: 윤현정/손언영/김은빈
  - 연출: 김종서
- 제작: KBS

## 논란 및 사건
- TV 도쿄의 《개운, 무엇이든 감정단》의 포맷을 표절한 의혹이 있다.[26][27]
- 2013년 10월 16일에 사측이 MC를 윤인구 아나운서(前 아침마당 남자 MC, 現 6시 내고향 남자 MC(23기))에서 김동우 아나운서로 교체하라고 통보해 낙하산 논란이 불거졌으며, 10월 31일에 예정된 녹화가 중단되는 초유의 사태가 일어났다.[28] 결국 11월 3일에 방송된 923회 방송분은 스페셜 방송으로 대체되었다.

## 편성 변경 및 결방 사유

### 2014년
- 4월 20일 ~ 4월 27일: 세월호 침몰 사고의 여파로 인한 결방.

### 2016년
- 2월 7일: 2016년 설 특집 편성 관계로 결방.
- 10월 9일: 《한글날 특집 한국어, 세계와 통하다》(오전 10시 50분 ~ 11시 40분)와  코리언 지오그래픽 플러스(재)(오전 11시 40분 ~ 낮 12시)에 연이어 편성되어 결방.

### 2017년
- 1월 1일: 2017년 신년특집 편성 관계로 결방.
- 5월 14일: 《스승의 날 특집 내 마음의 선생님을 찾습니다》 특집 편성 관계로 결방.
- 6월 25일: 6.25 특집 다큐(오전 10시 40분 ~ 11시 30분)와 행복한 지도(오전 11시 30분 ~ 낮 12시)에 연이어 편성되어 결방.
- 9월 17일 ~ 12월 31일: 2017 KBS 공영방송 총파업으로 인한 결방.

### 2018년
- 1월 7일 ~ 2월 25일: 2017 KBS 공영방송 총파업으로 인하여 8주 연속 결방.
- 5월 27일: KBS 뉴스특보[수화] 《2차 남북 정상회담 결과①,②》(아침 9시 30분 ~ 11시) 편성 직후 오전 11시부터 낮 12시까지 생방송 열린토론 대체 편성으로 결방.
- 8월 26일: KBS 뉴스특보[수화] 《이산가족 작별상봉》뉴스특보 관련 편성으로 결방.

### 2019년
- 9월 22일: KBS 뉴스특보[수화] 《17호 태풍 ‘타파’ 북상》 오전 10시부터 낮 12시까지 2시간 동안 태풍 관련 뉴스특보 편성 관계로 결방.

### 2020년
- 5월 10일: 문재인 대통령 취임 3주년 관련 《대통령 취임 3주년 특별연설》[수화] (오전 10시 55분 ~ 11시 45분)과 코리언 지오그래픽 플러스(재)(오전 11시 45분 ~ 12시)에 연이어 편성되어 결방.
- 8월 2일: KBS 뉴스특보[수화] 《중부지방 집중 호우…피해 속출》 오전 10시부터 낮 12시까지 2시간 동안 집중호우 관련 뉴스특보 편성 관계로 결방.

### 2021년
- 3월 7일: 3월 7일 방송분의 오전 11시부터 오전 11시 30분까지 편성 이후 오전 11시 30분부터 오전 11시 45분까지 KBS 뉴스특보[수화] 《부동산 관련 부총리 담화 발표》특집 뉴스 편성으로 15분간 중단되어 다시 오전 11시 45분부터 낮 12시 15분까지 재개하여 방송시간 변경.
- 5월 23일:  KBS 뉴스특보[수화] 《한미 회담 후 백신 개발 방안》특집 뉴스 속보 편성으로 10분간 방송시간 편성이 늦춰져 11시 10분 ~ 12시 10분 방송시간 변경.

### 2022년
- 2월 13일:2022년 동계 올림픽 중계방송 관계로 결방.
- 3월 20일: KBS 뉴스특보[수화]  윤석열 대통령 집무실 속보로 인한 결방.
- 10월 30일: KBS 뉴스특보[수화]  《이태원 압사 참사》 속보로 인한 결방.
- 11월 6일: KBS 뉴스특보[수화]  《이태원 중대본 브리핑》 뉴스 특보 관계로 오후 4시에 방송시간 변경.

### 2023년
- 1월 1일: 신년기획 2023 글로벌 라이브 편성으로 인한 결방에 따라 낮 1시 30분에 방송.
- 6월 25일: 6.25전쟁 제73주년 행사 편성으로 인한 결방.

### 2024년
- 4월 7일: 2024 대구 마라톤 대회 중계로 인하여 결방.
- 12월 8일 : 더보다 재 편성으로 인한 결방.
- 12월 15일 : KBS 뉴스특보 윤 대통령 집무 정지 속보 관계로 아침 7시 10분에 변경.
- 12월 29일 : 무안공항 여객기 사고 뉴스특보로 인한 결방 및 2025년 1월 11일 토요일 저녁 8시 10분에 방송.

### 2025년
- 2월 23일 : 2025 대구 마라톤 대회 중계로 인하여 결방.
- 8월 3일 : 100인의 감정쇼 : 더 시그니처 라이브 2부 재방송 편성으로 인한 결방.